# 2019 par pays en Asie
2017 par pays en Asie - 2018 par pays en Asie - 2019 par pays en Asie - 2020 par pays en Asie - 2021 par pays en Asie

## Événements

### Continent et mers asiatiques
- 13 juin : un incident dans le golfe d'Oman a lieu près du détroit d'Ormuz, déclenche une nouvelle crise diplomatique et militaire entre les États-Unis, l'Iran, et plusieurs pays arabes (et dans une certaine mesure le Japon en tant que pays armateur des pétroliers).

### Bangladesh
- 20-21 février : un incendie dans un entrepôt de produits chimiques tue au moins 81 personnes à Dacca[1],[2].
- 4 mai : le cyclone Fani fait 14 morts[3].

### Brunei
- 3 avril : entrée en vigueur d'une législation inspirée de la charia[4].

### Corées
- 16 décembre : attaque du bâtiment de l'Assemblée nationale de Corée du Sud.

### Émirats arabes unis
- 5 octobre : élections législatives.

### Inde
- 8 janvier : à l'appel de dix syndicats de gauche, du Parti communiste d'Inde et de la coalition d'opposition Bharatiya Janata Party, grève générale en Inde pour la hausse du salaire minimum, la sécurité sociale universelle, la lutte contre le chômage, l'arrêt des privatisations et contre la réforme du droit du travail en cours, à quelques mois des élections législatives indiennes de 2019[5] ; cette grève mobilise 200 millions de grévistes[5], et est particulièrement suivie chez les agriculteurs, les employés des banques et des transports, et dans les États du Kerala et du Karnataka[5].
- 14 février : l'attaque d'un convoi militaire près de Srinagar (Jammu-et-Cachemire) fait au moins quarante morts[6] et sert de déclencheur à la confrontation indo-pakistanaise de 2019.
- 11 avril au 19 mai : élections législatives.
- 3 mai : le cyclone Fani entraîne l'évacuation de plus d’un million de personnes et fait au moins 42 morts en Inde[7],[8],[9].
- 14 octobre : Le « prix Nobel d'économie » est remis à l'économiste indo-américain Abhijit Banerjee, conjointement aux économistes Esther Duflo (française) et Michael Kremer (américain), pour leurs travaux sur la réduction de la pauvreté et des inégalités économiques.
- 8 décembre : l'incendie d'une usine à New Delhi fait au moins 43 morts[10].

### Irak
- 21 mars (nouvel an kurde) : le naufrage d'un bac sur le fleuve Tigre à Mossoul laisse 54 morts et 28 disparus[11].
- À partir du 1er octobre : manifestations anti-gouvernementales.
- 29 novembre : démission du Premier ministre Adel Abdel-Mehdi

### Kazakhstan
- 20 mars : démission du président Noursoultan Nazarbaïev, Kassym-Jomart Tokaïev assure l'intérim. La capitale Astana est renommée en Noursoultan d'après lui (Astana signifiant littéralement "Capitale" et Noursoultan "Sultan de lumière" en kazakh).
- 9 juin : élection présidentielle, Kassym-Jomart Tokaïev est élu.
- 27 décembre : le vol 2100 Bek Air s'écrase sur une maison près d'Almaty, provoquant la mort d'au moins douze personnes.

### Koweït
- 3 octobre : la température de 47,6 °C est atteinte à Wafra, ce qui constitue la température la plus chaude jamais enregistrée dans l'hémisphère nord pour un mois d'octobre (et la deuxième la plus chaude jamais enregistrée pour un mois d'octobre derrière le record de 48,4 °C atteint le 27 octobre 2015 à Vredendal en Afrique du Sud dans l'hémisphère sud)[12].

### Liban
- 17 octobre : début d'une série de manifestations.
- 29 octobre : devant la persistance de ces manifestations, le président du Conseil des ministres Saad Hariri annonce sa démission et celle de son gouvernement.

### Malaisie
- 6 janvier : le roi Muhammad V abdique.
- 31 janvier : Abdullah Shah est élu 16e roi de Malaisie.

### Maldives
- 6 avril : élections législatives.

### Mongolie
Le mois de septembre 2019 est le mois le plus chaud jamais enregistré. En Mongolie, ce phénomène continue en octobre, avec la température de 31,1 °C atteinte en début octobre, ce qui en fait la température la plus élevée atteinte dans ce pays en octobre.

### Oman
- octobre : élections législatives.

### Ouzbékistan
- 22 décembre : élections législatives.

### Russie
- 2 février : la Russie entame le processus de retrait du traité sur les forces nucléaires à portée intermédiaire le lendemain de l'annonce du retrait américain.
- 8 septembre : élections infranationales dans plusieurs sujets de la fédération.

### Sri Lanka
- 21 avril : des attentats multiples font 253 morts.
- 16 novembre : élection présidentielle, Gotabaya Rajapakse est élu.

### Thaïlande
- Janvier : la tempête Pabuk fait plusieurs morts[13].
- 24 mars : élections législatives.
- 4 mai : le roi Rama X est intronisé.

### Turquie
- 31 mars : élections municipales.
- 9 octobre : l'armée turque et les rebelles de l'Armée nationale syrienne lancent une opération miltiaire contre les Forces démocratiques syriennes dans le nord de la Syrie.

### Viêt Nam
- 27 et 28 février : sommet entre la Corée du Nord et les États-Unis à Hanoï.

### Yémen
- 10 août : les séparatistes du Conseil de transition du Sud prennent la ville d'Aden après des combats contre les forces gouvernementales
- 28 - 29 août : Aden est reprise par l'armée yéménite, puis à nouveau reconquise par les séparatistes.

#### L'année 2019 dans le reste du monde
- L'année 2019 dans le monde
- 2019 par pays en Amérique, 2019 au Brésil, 2019 au Canada, 2019 aux États-Unis, 2019 au Mexique, 2019 au Québec
- 2019 en Europe, 2019 dans l'Union européenne, 2019 en Belgique, 2019 en France, 2019 en Italie, 2019 en Suisse
- 2019 en Afrique • 2019 en Océanie
- 2019 par pays en Asie • 2019 par pays en Océanie
- 2019 aux Nations unies
- Décès en 2019